# Eberhard & Co.
Eberhard & Co. – szwajcarski producent zegarków, specjalizujący się w projektowaniu chronografów.

## Historia
Regularne wprowadzanie na rynek nowych modeli doprowadziły w bardzo krótkim czasie do dużego sukcesu rynkowego. Wzmożona produkcja i wysoka jakość pod koniec XIX wieku stały się jednymi z czynników, które przekonały Królewską Marynarkę Włoch. Od tego czasu Eberhard dostarczał swoje zegarki wojsku.

## Znane modele
To przede wszystkim następujące chronografy: Extra-fort, Aviograf oraz Tazio Nuvolari.

## Dodatkowe informacje
Pomimo szerokiego wachlarza modeli, w produkcji dominuje kierunek sportowy. Dotyczy to wszystkich modeli, także tych mniej związanych z morzem. Przede wszystkim chodzi o modele dla pilotów i miłośników sportów motorowych. Wszystkie tworzą jednolitą tematycznie linię.